# ワンピース ROMANCE DAWN 冒険の夜明け
『ワンピース ROMANCE DAWN 冒険の夜明け』（ワンピース ロマンスドーン ぼうけんのよあけ）は、2012年12月20日にバンダイナムコゲームスから発売されたPlayStation Portable用ソフト。尾田栄一郎の漫画『ONE PIECE』を原作とするアクションロールプレイングゲームで、ジャンルは「海賊ロマンRPG」。2013年8月8日にニンテンドー3DS移植版が発売された。

## 概要
『ONE PIECE』の第一部「サバイバルの海 超新星編」のストーリーを追体験するRPG。キャラクター等は3Dポリゴンで描かれている。バトルは「アクション」と「コマンドバトル」を融合させた「グランドタクティカルバトル」で展開される。主要エピソードはフィールド探検とバトルを行うことで攻略できるが、一部ではイベントのみのシナリオやエピソードもあり、空島編やロングリングロングランド編は丸々カットされている。随所にはアニメ版の名場面のカットインやアニメーションが挿入され、東映アニメーションによる新規アニメーションが約30分収録されている。
初回封入特典は、麦わらの一味の手配書をデザインしたPSP用カスタムテーマ9種、mobageソーシャルゲーム『ONE PIECE グランドコレクション』内限定フィギュアのシリアルコード、映画『ONE PIECE FILM Z』に登場する青雉（クザン）と戦える特殊クエスト解放海図。
TVCMは、通常のCMのほか麦わらの一味のメンバーの9種類のバージョンが放送された。

## 用語
クエスト
エピソードの冒険中に入手する地図でクエストポイントが発見される。フィールドは上陸するたびに変化していき、その分敵も強力になる。また、ストーリーのボスもステータスが強化された上で登場することがある。
グランドタクティカルバトル
「アクション」と「コマンドバトル」を融合させた戦闘システム。APゲージを消費させその分戦える。選択画面表示時にはアナログパッドで自由に移動できる。通常攻撃のほか必殺技も発動でき、その際はAPゲージに加えTPゲージも消費される。また、敵を壁などの障害物にぶつけると追加ダメージを与えられる。入力後に動きがストップして次のコマンドを入力することも可能だが、キャンセルもできる。
グランドチェイン
バトル中にレベルMAXの必殺技を発動した場合にのみ発生。レベルMAX以外の必殺技をもう一度発動できる。
アビリティ
従来のRPGでの「魔法」に相当する。発動するとHPが回復したりステータスが上昇したりする。フィールド移動時に使用するものとバトル時に使用するものがある。
電伝虫
セーブポイントの役割を持ち、データのセーブとロード、メンバーの交代、アイテム保管庫へのアイテムの移動、フィールドの撤退といった項目がある。また、各ステージのボスバトル直前などにある七色のシャボン玉に入っている電伝虫は、メンバー全員のHPが回復できる。
宝の地図
エピソード攻略時に宝箱から発見されるアイテム。入手するとエピソードクリア時にクエストポイントが出現する。
ポーチ
アイテムを保管でき、ジャンルごとに振り分けることも可能。上限はエピソードを進行するたびに上昇する。
宝箱
アイテムが隠されており、フィールドに設置されているものやバトル終了時に敵が落とすものがある。ポーチの上限に達した場合はそのまま戻される。
タル・木箱
フィールドのいたるところに設置されており、破壊した時にベリーが手に入ることがある。
ベリー
ゲーム内の通貨。戦闘終了時やタル・木箱の破壊時に入手できる。
アイテムショップ
一部のフィールドの近くに配置されており、回復アイテムやアクセサリーがベリーで購入できる。
グランドストリームアクション
一部のフィールドで搭載されているシステム。フィールドを高速で、かつ自動的に移動し、決められたボタンを入力することで特定の方向へ移動できる。また途中には障害物があり、特定のボタンを入力することで障害物を突破できるが、入力ミスをすると障害物に激突してダメージを受けてしまう。障害物突破時に素早くボタンを押すとダメージが回復できる。フィールドには敵が存在し、接触するとバトルに突入する。
アクセサリー
従来のRPGでの「武器」「防具」に該当する。装備することでパラメーターが変化する。また、アクセサリーは冒険中に入手するアクセサリーの情報メモなどを素材として合成することでも入手可能。
ニュース・クー
エピソード選択画面表示時に表示される。新クエストの解禁や攻略済みクエストにステージボスが出現、などの情報がある。

## 主題歌
『Eternal Waves』
歌：江畑兵衛（TRIPLANE）

## 限定版
ワンピース ROMANCE DAWN 冒険の夜明け 麦わらの一味EDITION
本ソフトと初回封入特典に加え、本ソフトデザインのPSP本体と本セット限定カスタムテーマ1種を同梱。
ワンピース ROMANCE DAWN 冒険の夜明け ララビットマーケット特装版
本ソフトに、チョッパーの顔をデザインしたPSP本体収納ポーチと肉球クリーナーを同梱。